# Jerry Mbakogu
Jerry Uche Mbakogu (Lagos, 1 oktober 1992) is een Nigeriaans voetballer die bij voorkeur als aanvaller speelt. Hij tekende in 2014 bij Carpi FC 1909.

## Clubcarrière
Mbakogu werd geboren in Lagos maar trok reeds op jonge leeftijd naar Italië. In 2002 sloot hij zich aan in de jeugdopleiding van Padova. Tijdens het seizoen 2009/10 werd de aanvaller uitgeleend aan US Palermo. Op 28 augustus 2010 debuteerde hij in de Serie B in het duel met Crotone. Drie dagen later werd Mbakogu uitgeleend aan Juve Stabia, waar hij in drie jaar 13 doelpunten scoorde in 68 competitieduels. Tijdens het seizoen 2013/14 werd hij uitgeleend aan Carpi. Op 23 juli 2014 zette Mbakogu zijn handtekening onder een vijfjarig contract bij Carpi.
1 Pozzi ·
2 Danovaro · 
3 Gozzi ·
4 Ferrieri ·
5 Varga ·
6 Varoli ·
7 Ferri ·
8 Bellini ·
9 Carletti ·
10 Maurizi ·
11 Martorelli ·
12 Rossi ·
13 Šabotić ·
14 Sassi ·
15 Giovannini ·
17 Marcellusi ·
21 Fofana ·
22 Rossini ·
23 Venturi ·
26 Lomolino ·
28 Biasci ·
Ghion ·
Giuliani ·
Offidani ·
Coach: Pochesci